# Neta Norén
Neta Norén, född 1962 i Lidköping men uppvuxen i Härnösand, är en svensk saxofonist och musikproducent, sedan 2007 anställd vid Musik Gävleborg som kammarmusikproducent.
Vid 11 års ålder började hon spela saxofon i kommunala musikskolan och kom tidigt med i Härnösands paradorkester och Sentimental swingers. Efter studier vi Ingesunds Musikfolkhögskola 1981 och Musikhögskolan i Stockholm mellan 1982 och 1986 tog hon sin examen som Instrumental/ensemble-lärare med saxofon som huvudinstrument. 1986 var hon med och startade saxofonkvartetten Rollin Phones där hon fortfarande spelar aktivt, instrument barytonsaxofon. Neta var även medlem i Stockholm jazz orchestra där hon spelade barytonsax och diverse träblåsintrument. 2004-2007 bodde hon i Schweiz och arbetade där som musiker, saxofonpedagog och engelsklärare! Som enda kvinna spelade hon med Swiss jazz orchestra och hann med att spela in tre CD med bandet.